# Cyathea imbricata
Cyathea imbricata är en ormbunkeart som beskrevs av Cornelis Rugier Willem Karel van Alderwerelt van Rosenburgh. Cyathea imbricata ingår i släktet Cyathea och familjen Cyatheaceae. Inga underarter finns listade.